# (200226) 1999 UO18
(200226) 1999 UO18 es un asteroide perteneciente al cinturón de asteroides, descubierto el 30 de octubre de 1999 por el equipo del Spacewatch desde el Observatorio Nacional de Kitt Peak, Arizona, Estados Unidos.

## Designación y nombre
Designado provisionalmente como 1999 UO18.

## Características orbitales
1999 UO18 está situado a una distancia media del Sol de 2,759 ua, pudiendo alejarse hasta 3,099 ua y acercarse hasta 2,419 ua. Su excentricidad es 0,123 y la inclinación orbital 4,656 grados. Emplea 1674,07 días en completar una órbita alrededor del Sol.

## Características físicas
La magnitud absoluta de 1999 UO18 es 16,6.